# Чонов, Ефим Чонович
Ефим Чонович Чонов (1887, Бага-Бурул, Большедербетовский улус, Ставропольская губерния — 1927, Бага-Бурул, Большедербетовский улус, Калмыцкая автономная область) — общественный и политический деятель, юрист, историк, автор многочисленных трудов по калмыцкой истории.

## Биография
Окончил юридический факультет Санкт-Петербургского университета и экономическое отделение политехнического института им. Петра Великого.
В 1915 году инициировал издании учебников для калмыцких школ при Петроградском университете. В годы Первой мировой войны — член Ставропольского губернского Всероссийского земского союза помощи больным и раненым воинам. Принимал активное участие в деятельности Российского общества красного креста, инициировал открытие пункта кумысолечения для фронтовиков при Большедербетовской улусной больнице, проводил сбор пожертвований.
После поражения Белого движения покинул Россию. В 1921 году инициировал создание Союза помощи буддистам России.
3 ноября 1921 года был издан декрет об амнистии рядовых членов Белого движения. Они получили возможность вернуться на Родину. Чонов вернулся в Россию с группой калмыков-белоэмигрантов чрез Болгарию в конце 1922 года. По рекомендации А. М. Амур-Санана Ефим Чонов был принят на работу в Восточное книжное издательство (Востиздат) при Наркомнаце.
Ефим Чонов умер в возрасте в 1927 году в возрасте 40 лет в родном Бага-Буруле.

## Труды

### Прижизненные
- Чонов Е. Ч. Калмыки в русской армии. XVII в., XVIII в. и 1812 г. Пятигорск, Электропеч. Г. Д. Сукиасянца, 1912.
- Чонов Е. Ч. Земство во Внутренней Киргизской Орде и Калмыцкой Степи, Астраханской губ., и у инородцев Ставропольской губ. Петроград : Гл. упр. по делам местного хоз-ва М-ва внутренних дел, 1917

### Посмертные
- Чонов Е. Ч. Калмыки в русской армии, XVII в., XVIII в. и 1812 г.: очерк, ст., биогр. Издание: 2. Элиста, Калмыц. кн. изд-во, 2006. Всего страниц — 206. ISBN 5-7539-0563-3, 9785753905635